# Гедінлі
Гедінлі (англ. Headingley) — сільський муніципалітет в Канаді, у провінції Манітоба.

## Населення
За даними перепису 2016 року, сільський муніципалітет нараховував 3579 осіб, показавши зростання на 11,3%, порівняно з 2011-м роком. Середня густина населення становила 33,4 осіб/км².
З офіційних мов обидвома одночасно володіли 240 жителів, тільки англійською — 2 790. Усього 220 осіб вважали рідною мовою не одну з офіційних, з них 5 — одну з корінних мов, а 25 — українську.
Працездатне населення становило 73,2% усього населення, рівень безробіття — 2,8% (2,1% серед чоловіків та 3,6% серед жінок). 81,9% осіб були найманими працівниками, а 17,5% — самозайнятими.
Середній дохід на особу становив $75 843 (медіана $53 094), при цьому для чоловіків — $93 064, а для жінок $57 316 (медіани — $61 850 та $44 763 відповідно).
30,8% мешканців мали закінчену шкільну освіту, не мали закінченої шкільної освіти — 10%, 59,3% мали післяшкільну освіту, з яких 49,8% мали диплом бакалавра, або вищий, 10 осіб мали вчений ступінь.
| Статево-вікова структура населення | Статево-вікова структура населення | Статево-вікова структура населення | Статево-вікова структура населення | Статево-вікова структура населення |
| ---------------------------------- | ---------------------------------- | ---------------------------------- | ---------------------------------- | ---------------------------------- |
|                                    |                                    |                                    |                                    |                                    |
| Всього                             | Всього                             | 56,1%43,9%                         |                                    |                                    |
| 0 — 14 років                       | 0 — 14 років                       |                                    | 15,8%                              | 15,8%                              |
| 15 — 64 років                      | 15 — 64 років                      |                                    | 72,1%                              | 72,1%                              |
| 65 і більше                        | 65 і більше                        |                                    | 12%                                | 12%                                |
| 85 і більше                        | 85 і більше                        |                                    | 0,3%                               | 0,3%                               |
| 100 і більше                       | 100 і більше                       |                                    | 0,1%                               | 0,1%                               |
| Середній вік (років)               | Середній вік (років)               | 38,540,3                           | 39,3                               | 39,3                               |
| Медіана (років)                    | Медіана (років)                    | 37,742,7                           | 40,1                               | 40,1                               |
| — чоловіки — жінки                 |                                    |                                    |                                    |                                    |

| Походження мешканців:     | Походження мешканців:     | Походження мешканців: | Походження мешканців: | Походження мешканців: |
| ------------------------- | ------------------------- | --------------------- | --------------------- | --------------------- |
| Походження                |                           |                       | осіб                  | %                     |
| Корінні американці        | Корінні американці        |                       | 290                   | 9.59%                 |
| Інше північноамериканське | Інше північноамериканське |                       | 745                   | 24.63%                |
| Європейське               | Європейське               |                       | 2 655                 | 87.77%                |
| британське                | британське                |                       | 1 640                 | 54.21%                |
| французьке                | французьке                |                       | 400                   | 13.22%                |
| українське                | українське                |                       | 645                   | 21.32%                |
| Карибське                 | Карибське                 |                       | 10                    | 0.33%                 |
| Африканське               | Африканське               |                       | 15                    | 0.5%                  |
| Азійське                  | Азійське                  |                       | 65                    | 2.15%                 |
| Океанійське               | Океанійське               |                       | 10                    | 0.33%                 |

| Зайнятість населення за галузями (за класифікацією NOC): | Зайнятість населення за галузями (за класифікацією NOC): | Зайнятість населення за галузями (за класифікацією NOC): | Зайнятість населення за галузями (за класифікацією NOC): | Зайнятість населення за галузями (за класифікацією NOC): |
| -------------------------------------------------------- | -------------------------------------------------------- | -------------------------------------------------------- | -------------------------------------------------------- | -------------------------------------------------------- |
|                                                          |                                                          |                                                          |                                                          |                                                          |
| Управління                                               | Управління                                               |                                                          | 17,9%                                                    | 17,9%                                                    |
| Бізнес, фінанси та адміністрування                       | Бізнес, фінанси та адміністрування                       |                                                          | 13,4%                                                    | 13,4%                                                    |
| Природничі та прикладні науки                            | Природничі та прикладні науки                            |                                                          | 5%                                                       | 5%                                                       |
| Охорона здоров'я                                         | Охорона здоров'я                                         |                                                          | 8,4%                                                     | 8,4%                                                     |
| Освіта, правозахист, муніципальні та урядові служби      | Освіта, правозахист, муніципальні та урядові служби      |                                                          | 16,8%                                                    | 16,8%                                                    |
| Мистецтво, культура, відпочинок та спорт                 | Мистецтво, культура, відпочинок та спорт                 |                                                          | 2,8%                                                     | 2,8%                                                     |
| Роздрібна торгівля та послуги                            | Роздрібна торгівля та послуги                            |                                                          | 19%                                                      | 19%                                                      |
| Гуртова торгівля, транспорт та обладнання                | Гуртова торгівля, транспорт та обладнання                |                                                          | 12,6%                                                    | 12,6%                                                    |
| Природні ресурси, сільське господарство                  | Природні ресурси, сільське господарство                  |                                                          | 2,5%                                                     | 2,5%                                                     |
| Виробництво                                              | Виробництво                                              |                                                          | 1,1%                                                     | 1,1%                                                     |

## Клімат
Середня річна температура становить 2,6°C, середня максимальна – 23,7°C, а середня мінімальна – -24,7°C. Середня річна кількість опадів – 537 мм.
| Клімат поселення                              | Клімат поселення | Клімат поселення | Клімат поселення | Клімат поселення | Клімат поселення | Клімат поселення | Клімат поселення | Клімат поселення | Клімат поселення | Клімат поселення | Клімат поселення | Клімат поселення | Клімат поселення |
| Показник                                      | Січ.             | Лют.             | Бер.             | Квіт.            | Трав.            | Черв.            | Лип.             | Серп.            | Вер.             | Жовт.            | Лист.            | Груд.            |                  |
| Середній максимум, °C                         | −11,75           | −7,58            | −0,49            | 10,11            | 18,34            | 23,48            | 23,69            | 23,00            | 17,34            | 10,12            | −0,08            | −9,7             |                  |
| Середня температура, °C                       | −18,23           | −14,07           | −6,96            | 3,60             | 11,86            | 16,99            | 19,25            | 18,51            | 12,90            | 5,70             | −4,5             | −14,11           |                  |
| Середній мінімум, °C                          | −24,71           | −20,54           | −13,45           | −2,86            | 5,38             | 10,52            | 14,79            | 14,10            | 8,45             | 1,23             | −8,95            | −18,57           |                  |
| Норма опадів, мм                              | 21               | 15               | 24               | 30               | 57               | 93               | 82               | 74               | 53               | 40               | 26               | 22               |                  |
| Середньомісячна швидкість вітру, м/с          | 4.20             | 4.10             | 4.30             | 4.41             | 4.50             | 3.99             | 3.50             | 3.70             | 4.10             | 4.50             | 4.40             | 4.30             |                  |
| Середньомісячна сонячна радіація, кДж/м²·день | 4321             | 7698             | 12623            | 17238            | 20021            | 21110            | 21674            | 18440            | 12716            | 7578             | 4297             | 3274             |                  |
| --------------------------------------------- | ---------------- | ---------------- | ---------------- | ---------------- | ---------------- | ---------------- | ---------------- | ---------------- | ---------------- | ---------------- | ---------------- | ---------------- | ---------------- |
| Джерело:                                      |                  |                  |                  |                  |                  |                  |                  |                  |                  |                  |                  |                  |                  |